# Cardepia bergeri
Cardepia bergeri är en fjärilsart som beskrevs av Emilio Berio 1972. Cardepia bergeri ingår i släktet Cardepia och familjen nattflyn. Inga underarter finns listade i Catalogue of Life.